# IrSimple
IrSimple(アイアールシンプル)は、赤外線を利用して通信を行うための規格の一つ。SHARP、ITXイー・グローバレッジ、早稲田大学、NTTドコモが共同開発し、赤外線通信の業界標準化団体 IrDA (Infrared Data Association) が国際標準とした規格である。

## 特徴
従来の赤外線方式と比較した場合、通信速度は理論値で最大4～10倍とされる。従来の赤外線通信プロトコルを見直す事によって通信の効率化を図った規格であるため、既存のハードウェアベースにも容易に導入できるメリットがある。

## 採用例
現在、日本では富士フイルムのモバイルプリンターPiviをはじめ、2006年以降のエプソンカラリオ複合機やカラリオミー、キヤノンSELPHY、携帯電話の一部製品（SHARPでは2005年末頃から、CASIOでは2007年頃から、他）が対応している。

## IrSS
IrSimple 1.0準拠の片方向通信機能 Home Appliance Profile は、IrSS (IrSimpleShot) と呼ばれる。